# Revaz Gigauri
Pas d'image ? Cliquez ici

a Compétitions nationales et continentales officielles uniquement.

b Matchs officiels uniquement.
Dernière mise à jour le 26 mai 2020.
Revaz Gigauri (en géorgien : რევაზ გიგაური), né le 9 mai 1984 à Kazbegui, est un joueur de rugby à XV géorgien. Il joue en équipe de Géorgie et évolue au poste de centre ou  d'arrière au sein de l'effectif de l'AC Boulogne-Billancourt depuis 2011.

## Biographie
Il connaît sa première cape internationale le 29 avril 2006 à l’occasion d’un match contre l'équipe d'Ukraine. Il dispute trois matchs de la coupe du monde 2007 en France. Il fait partie de l'effectif retenu par Richie Dixon pour disputer la coupe du monde 2011 en Nouvelle-Zélande. 

## Statistiques en équipe nationale
- 24 sélections avec la Géorgie depuis 2006
- 12 points (2 essais, 1 transformation)
- sélections par année : 7 en 2006, 7 en 2007, 7 en 2008, 5 en 2009, 5 en 2010, 3 en 2011
- En coupe du monde :
  - 2007 : 3 matchs (Argentine, Namiblie, France)
  - 2011 : 2 matchs (Écosse, Angleterre)